# サボ・アイランド (護衛空母)
サボ・アイランド (USS Savo Island, CVE-78) は、アメリカ海軍の護衛空母。カサブランカ級航空母艦の24番艦。艦名は第一次ソロモン海戦の英語名 (Battle of Savo Island) から命名された。

## 艦歴
1943年9月27日に合衆国海事委員会の契約下ワシントン州バンクーバーのカイザー造船所で「カイタ・ベイ (Kaita Bay) 」として起工する。1943年11月6日に「サボ・アイランド」と改名され、1943年12月22日にマーガレット・タファインダーによって進水した。1944年2月3日にC. E. エクストロム艦長の指揮下で就役した。

### 1944年
サンディエゴでの慣熟訓練を終えた後、3月15日から7月2日までの間、「サボ・アイランド」は南西太平洋方面へ航空機の交換任務に就いた。7月6日、自己の航空隊を乗せた「サボ・アイランド」は、サンディエゴと真珠湾で訓練を行った。一連の訓練を終えた後の8月4日、真珠湾で第3艦隊（ウィリアム・ハルゼー大将）に合流した。「サボ・アイランド」はペリリューの戦いの支援で初陣を飾った。9月11日から30日までの間、他の護衛空母とともに上陸部隊支援と空中哨戒任務を務めた。10月3日、マヌス島で第7艦隊（トーマス・C・キンケイド中将）に移り、フェリックス・スタンプ少将率いる第77.4.2任務隊（通称「タフィ2」）に加わった。10月12日、「サボ・アイランド」はレイテ島の戦いに向かう上陸部隊と、それを護衛する戦艦や巡洋艦などとともにマヌス島を出撃し、10月18日にはレイテ島沖に到着と同時に。2日後に迫った上陸に先立って空襲を開始した。
10月25日のレイテ沖海戦では、クリフトン・スプレイグ少将率いる第77.4.3任務隊（通称「タフィ3」）が、栗田健男中将率いる日本艦隊の猛攻により一時危機に陥った。第77.4.2任務隊の駆逐艦と護衛駆逐艦は、苦闘する第77.4.3任務隊救援に急行して、約30分間撃たれ続けた。第77.4.3任務隊を救うため、第77.4.2任務隊はトーマス・L・スプレイグ少将率いる第77.4.1任務隊（通称「タフィ1」）と合同して戦闘機と攻撃機を飛ばし、6度にわたる攻撃の末に3隻の巡洋艦を脱落させ、栗田艦隊は引き返していった。「サボ・アイランド」のTBM雷撃機は栗田艦隊への攻撃で9本の魚雷を消費したが、戦果は定かではない。その栗田艦隊と入れ替わるように、神風特別攻撃隊の初めての攻撃が行われた。第77.4.2任務隊の護衛空母は、そのどちらの攻撃にも遭わなかった。翌10月26日、第77.4.2任務隊の航空機は、レイテ島への輸送作戦から帰投中の軽巡洋艦「鬼怒」と駆逐艦「浦波」をビサヤン海で発見し、2隻とも撃沈した。「サボ・アイランド」は10月30日までレイテ沖で行動した後、マヌス島に帰投した。
11月19日、「サボ・アイランド」はマヌス島を出撃し、11月22日から27日までの間、他の護衛空母2隻とともにレイテ湾にいたる補給路の哨戒を行った。コッソル水道で補給の後、12月10日にはミンドロ島の戦いに向かった。12月15日に陸軍航空軍にその任務を委譲するまで上陸部隊支援と空中哨戒任務を行った。この間にも神風攻撃は止まらず、その影響でマヌス島回航の出発日が12月17日まで延期された。

### 1945年
1945年1月1日、「サボ・アイランド」はリンガエン湾に向かう大艦隊に加わって出撃した。1月4日、艦隊はスールー海を航行中に神風攻撃を受け、護衛空母「オマニー・ベイ (USS Ommaney Bay, CVE-79) 」が特攻により沈没した。翌1月5日、「サボ・アイランド」も第十九金剛隊など陸海軍あわせて6隊の神風攻撃を受けたが、軽微な損害に留まった。リンガエン湾上陸後、1月17日から29日までミンダナオ島西岸部への攻撃を行い、1月29日と30日にはスービック湾近辺に対する上陸作戦の支援を行った。航空機交換のためウルシー環礁に向かい、補給後は来る沖縄戦に備えた新しいパイロットの訓練のためにレイテ湾に移動した。
3月26日、「サボ・アイランド」は他の護衛空母2隻とともに、沖縄島上陸に先立って行われた慶良間諸島占領を支援。慶良間諸島は、沖縄戦全期間を通じて、アメリカ海軍の補給基地および前進根拠地として使用された。翌3月27日、「サボ・アイランド」の航空機は沖縄島に対する攻撃を行い、同時に対空哨戒と対潜哨戒も行った。4月7日から16日にかけては、沖縄東方海面で補給部隊に対する空中支援を提供し、4月27日には先島諸島に対して空襲を行った。4月29日、「サボ・アイランド」は沖縄の戦場を離れ、オーバーホールのためサンディエゴに向かった。
7月11日、オーバーホールを終えた「サボ・アイランド」は、真珠湾への輸送任務のためサンディエゴを出港し、任務終了後8月15日にアラメダに到着。その日に戦争が終わった。 
戦争終了後の8月31日、「サボ・アイランド」は他の護衛空母6隻とともに本州と北海道へのアメリカ軍の進駐を支援するため出港し、支援終了後9月25日に真珠湾に帰投した。その後、マジック・カーペット作戦に参加し、サンフランシスコから進駐軍を輸送後、真珠湾、グアムおよび沖縄からの復員兵輸送に3回従事。1946年1月14日にシアトルに到着してマジック・カーペット作戦の任務を終えた。3月16日にマサチューセッツ州ボストンに到着、不活性化が行われ12月12日に退役、大西洋予備役艦隊入りする。その後、1955年6月12日にCVHE-78（護衛ヘリ空母）に艦種変更され、1959年5月7日にAKV-28（貨物航空機運搬艦）に再び艦種変更された。1959年9月1日に除籍され、1960年2月29日にボストンでコマーケット社に売却後、6月に香港で解体された。 
「サボ・アイランド」は第二次世界大戦の戦功での4つの従軍星章を受章した。さらに1944年9月6日から1945年4月29日にかけてのカロリン諸島、フィリピン、沖縄戦での戦功で殊勲部隊章を受章した。